# Grupo Tampico
GT GLOBAL (antes Grupo Tampico) es una de las mayores empresas en el noreste de México. Se encuentra ubicada en Tampico, Tamaulipas. Sus líneas de negocio son: GT+credit, GT+investments, GT+logistics, GT+motors y GT+plastics.

## Divisiones de GT Global[1]

### Automóviles
- Megamotors Tampico
- Megamotors Valles
- Mercedes-Benz Tampico
- Mitsubishi Motors
- Toyota
- Megamotors Trucks (Mercedes-Benz)
- Mazda
- KIA ([[2]])
- Distribuidora Volkswagen[3]

### Turismo
- Camino Real Tampico
- Mansión Real
- Club de Industriales

### Plásticos
- Plásticos Panamericanos
- GT Plastics norte
- GT Materials

### Servicios
- Club de Industriales
- Águila Seguridad
- Almacenes Miramar
- Aerotaxi

### Inmobiliario
- Altama

### Financiero
- GT Credit